# 奥尔施佩格家族
奥尔施佩格（德語：Auersperg），是奥地利和斯洛文尼亚的贵族家族。该家族成员于14世纪见诸史册，1521年被封为神圣罗马帝国帝国男爵，1630年升为伯爵。1653年，该家族的约翰·魏克哈德·冯·奥尔施佩格被皇帝斐迪南三世封为奥尔施佩格亲王。以下是奥尔施佩格亲王的名单。

## 奥尔施佩格亲王
- 1653年—1677年：约翰·魏克哈德 Johann Weikhard 奥尔施佩格伯爵迪特里希第四子，1654年起兼西里西亚-明斯特贝格公爵。
- 1677年—1705年：约翰·斐迪南 Johann Ferdinand 约翰·魏克哈德长子，兼西里西亚-明斯特贝格公爵。
- 1705年—1713年：弗朗茨·卡尔 Franz Karl 约翰·魏克哈德次子，兼西里西亚-明斯特贝格公爵。
- 1713年—1783年：亨利·约瑟夫·约翰 Heinrich Josef Johann 弗朗茨·卡尔第三子，兼西里西亚-明斯特贝格公爵。
- 1783年—1800年：卡尔·约瑟夫·安东 Karl Josef Anton 亨利·约瑟夫长子，兼戈特希公爵。
- 1800年—1822年：威廉 Wilhelm 卡尔·约瑟夫·安东次子，兼戈特希公爵。
- 1822年—1827年：卡尔·威廉·菲利普·维克多 Karl Wilhelm Philipp Viktor 威廉长子，兼戈特希公爵。
- 1827年—1890年：卡尔·威廉·菲利普 Karl Wilhelm Philipp 卡尔·威廉·菲利普·维克多长子，兼戈特希公爵。1867年至1868年任奥匈帝国首相。
- 1890年—1927年：卡尔 Karl 卡尔·威廉·菲利普·维克多的孙子，其第三子阿道夫·卡尔·丹尼尔长子。
- 1927年—2006年：卡尔·阿道夫 Karl Adolf 卡尔的孙子，其长子阿道夫的长子。
- 2006年至今：阿道夫·卡尔·戈贝图斯 Adolf Karl Gobertus 卡尔·阿道夫的长子。
  - 奥尔施佩格亲王世子：卡尔·阿道夫 Carl Adolf

### 奥尔施佩格亲王（幼系）
1791年，威廉的第三子文森茨的长系男系后代亦被承认为奥尔施佩格亲王。文森茨于1812年早逝，威廉去世后，文森茨之子文森茨成为幼系的奥尔施佩格亲王。
- 1822年—1867年：文森茨 Vincenz 威廉的孙子。
- 1867年—1938年：弗朗茨-约瑟夫 Franz-Joseph 文森茨的次子。
- 1938年—1942年：斐迪南 Ferdinand 弗朗茨-约瑟夫的次子。
- 1942年—1944年：卡尔 Karl 文森茨的孙子，其第三子恩格尔贝特-斐迪南的第三子，斐迪南的堂弟。
- 1944年—1956年：爱德华 Eduard 文森茨的第四子。

### 奥尔施佩格-布罗因纳亲王
1929年1月10日，前奥尔施佩格亲王卡尔的次子卡尔·阿兰·奥古斯特作为无嗣的布罗因纳-恩克弗尔特伯爵（Graf von Breuner-Enckevoirth）奥古斯特的外孙，被姨母，即奥古斯特的第三女恩内斯汀收为养子，并得到奥尔施佩格-布罗因纳亲王（Fürst von Auersperg-Breunner）的称号。
- 1929年—1980年：卡尔·阿兰·奥古斯特 Karl Alain August 奥尔施佩格亲王卡尔的次子。
- 1980年至今：卡尔 Karl 卡尔·阿兰·奥古斯特长子。
  - 奥尔施佩格-布罗因纳亲王世子：弗朗茨-约瑟夫 Franz-Joseph
  - 弗朗茨-约瑟夫的继承人：长子卡米洛 Camilo 1984年生。

### 奥尔施佩格-特劳岑亲王
1963年10月24日，奥尔施佩格幼系亲王爱德华的长孙爱德华·卡尔被封为奥尔施佩格-特劳岑亲王（Fürst von Auersperg-Trautson）。
- 1963年—2002年：爱德华·卡尔 Eduard Karl 奥尔施佩格幼系亲王爱德华的长孙，其长子弗朗茨长子。
- 2002年至今：弗朗茨·约瑟夫 Franz Joseph 爱德华·卡尔的长子。